# Clubiona haeinsensis
Clubiona haeinsensis là một loài nhện trong họ Clubionidae.
Loài này thuộc chi Clubiona. Clubiona haeinsensis được Kap Yong Paik miêu tả năm 1990.